# Романов, Алексей Владимирович
Алексе́й Влади́мирович Рома́нов (1908—1998) — советский государственный деятель. Кандидат в члены ЦК КПСС в 1961—1986 годах. Член Бюро ЦК КПСС по РСФСР (1961—1962). Депутат Верховного Совета СССР 6—8 созывов.

## Биография
Родился 3 (16) февраля 1908 года в городе Белёве Тульской губернии. В 1926–1929 годах учился на Высших государственных литературных курсах.
В 1929—1933 годах — литературный сотрудник, заведующий отделом, ответственный секретарь газеты «Степная правда», Актюбинск.
В 1933—1944 годах — литературный сотрудник, заведующий отделом, заместитель ответственного секретаря, ответственный секретарь, заместитель ответственного редактора газеты «Горьковская коммуна», Горький.
В 1944—1946 годах — корреспондент газеты «Правда» по Горьковской области.
В 1946—1947 годах — ответственный редактор газеты «Горьковская коммуна», 1947–1949 годах — ответственный редактор газеты «Советская Белоруссия». В 1949 году окончил Высшую заочную партийную школу при ЦК ВКП(б).
В 1949—1955 годах — член редколлегии от ВКП(б), ответственный секретарь, заместитель шеф-редактора газеты Информационного бюро коммунистических и рабочих партий «За прочный мир, за народную демократию!», издававшейся в Бухаресте.
В 1955–1956 годах – консультант отдела пропаганды и агитации ЦК КПСС по союзным республикам. В 1956–1962 годах – заместитель заведующего отделом пропаганды и агитации ЦК КПСС по союзным республикам. В 1961—1962 годах — член Бюро ЦК КПСС по РСФСР. В 1962–1963 годах – первый заместитель заведующего Идеологическим отделом ЦК КПСС, член Идеологической комиссии ЦК КПСС.
В 1963—1965 годах — председатель Государственного комитета Совета Министров СССР по кинематографии. В 1965—1972 годах — председатель Комитета по кинематографии при Совете Министров СССР.
В 1972—1983 годах — главный редактор газеты «Советская культура».
С ноября 1983 года персональный пенсионер союзного значения.
Умер 29 октября 1998 года в Москве. Похоронен на Кунцевском кладбище (колумбарий).

## Оценки современников
Владимир Баскаков вспоминал:

В личном плане он был человеком порядочным, мягким, но, может быть, слишком дисциплинированным. Спорить с ним было можно, он не обижался. Когда ему не нравился какой-то фильм, он говорил об этом, но не настаивал на своих претензиях. Но если поступало указание «сверху», тогда уже другое дело… Я ему как-то сказал: «Может быть, нам не следует показывать начальству все фильмы. Они их смотрят на дачах, в воскресенье. У них особое настроение…». Он возражал: «Как же можно что-то скрывать от партии?» Но я понимаю, как ему было трудно. Ведь выговор «лично» от Брежнева — это в ту пору не шутка…
Сценарист Борис Добродеев писал:

А. Романов остался в памяти кинематографистов как весьма ординарный, но не злобный чиновник. По собственной инициативе, если его не подстрекал кто-то из ретивых заместителей, он не устраивал публичных порок, а сценарии и картины запрещал, как правило, по команде ЦК.